# 응답하라 국회의원
응답하라 국회의원은 2014년 4월 20일에 만들어진, 세월호 침몰 사고에 대해 국회의원들의 적극적인 행동을 촉구하는 웹사이트이다.

## 같이 보기
- 박근핵닷컴

## 기사
- '응답하라!국회의원' IT개발자 9인, 모두 움직였다